# Hermann Friese
Hermann Friese (Hamburg, 1880. május 22. – São Paulo, 1945. október) német/brazil labdarúgó és atléta, valamint brazil nemzeti labdarúgó-játékvezető.

## Pályafutása

### Labdarúgóként
Atlétaként 1902-ben német bajnok 1500 méteres síkfutásban. 1903-ban kivándorolt Brazíliába, ahol São Paulóban csatlakozott a német közösséghez. Németországban az SC Germania 1887 Hamburg, Brazíliában 1903-1916 között a EC Pinheiros játékosa. 1906-ban és 1915-ben csapatával bajnoki címet szerzett, 1905-ben 14 góllal, 1906-ban és 1907-ben 5 góllal az Paulista gólkirály. Őt tartják a brazil labdarúgás egyik legjelentősebb úttörőjének. 1907-ben Uruguay rendezett nemzetközi atlétikai versenyen brazil színekben indult. 1500 méteres síkfutásban aranyérmet, 800 és 400 méteren ezüstérmet szerzett.

### Nemzeti játékvezetés
A játékvezetőknek még nem kellett vizsgát tenniük, az elismert labdarúgók közül kerültek ki a csapat játékvezetők, vagy a választott bírók. 1903-1920 között játékvezetőként rendszeresen tevékenykedett a Paulista által szervezett mérkőzéseken (a saját bajnokságában is!). A küldési gyakorlat szerint rendszeres partbírói szolgálatot is végzett. Vezetett mérkőzéseinek száma: 53.